# Alex Teixeira
Alex Teixeira Santos (* 6. Januar 1990 in Duque de Caxias) ist ein brasilianischer Fußballspieler. Der offensive Mittelfeldspieler spielte den Großteil seiner Karriere bei Schachtar Donezk und Jiangsu Suning.

## Karriere
Teixeira begann seine Profikarriere 2008 bei CR Vasco da Gama, wo er einen Vertrag bis zum Jahr 2013 besaß, mit einer festgeschriebenen Ablösesumme von 100 Millionen R$ (39 Millionen Euro).
Sein Debüt feierte Teixeira im Alter von achtzehn Jahren. Zur Winterpause der Saison 2009/10 wechselte er für sechs Millionen Euro zu Schachtar Donezk in die Ukraine.
Anfang Februar 2016 wechselte er für eine Ablösesumme von 50 Millionen Euro zum chinesischen Club Jiangsu Suning nach Nanjing. Nach seinem Wechsel erzielte er 11 Tore und 7 Vorlagen in 28 Spielen für seinen neuen Arbeitgeber. Nach der Saison 2020 verlängerte er den Vertrag mit Jiangsu Suning nicht mehr.

## Erfolge

### Verein

#### Schachtar Donezk
- Ukrainischer Meister: 2009/10, 2010/11, 2011/12, 2012/13, 2013/14
  - Torschützenkönig: 2015
- Ukrainischer Pokalsieger: 2010/11, 2011/12, 2012/13
- Ukrainischer Supercup: 2010, 2012, 2013, 2014, 2015

#### Jiangsu Suning
- Chinesischer Meister: 2020

### Nationalmannschaft
- Campeonato Sudamericano U 15 – 2005
- Campeonato Sudamericano U 17 – 2007